# Christa Stubnicková
Christa Stubnicková rozená Seligerová (12. prosince 1933 – 13. května 2021) byla východoněmecká sprinterka. Na LOH získala stříbrné medaile v běhu na 100 m a 200 metrů.